# Тарасовское муниципальное образование
Тарасовское муниципальное образование — муниципальное образование со статусом сельского поселения в Казачинско-Ленском районе Иркутской области России. Административный центр — село Тарасово.
Законом Иркутской области от 25 мая 2017 года № 32-ОЗ 10 июня 2017 года были преобразованы, путём их объединения, Тарасовское муниципальное образование и Ульканское муниципальное образование — в Ульканское городское муниципальное образование.

## Демография
По результатам Всероссийской переписи населения 2010 года
численность населения муниципального образования составила 308 человек, в том числе 156 мужчин и 152 женщины.

## Населенные пункты
В состав муниципального образования входят населенные пункты
- Тарасово
- Юхта